# Скиппер
Скиппер  — младшая сестра Барби. Кукла Скиппер была создана компанией Mattel в 1964 году. Полное имя Скиппер. Она первая выпущенная кукла-родственница Барби из многочисленного семейства. Также выпускается и в мультсериалах "Барби: Жизнь в доме мечты", "Барби и Легенда о красных розах".

## История
Поскольку Барби постоянно подвергалась критике за свою чрезмерную взрослость и вызывающие формы тела, Mattel был вынужден пойти навстречу пожеланиям родителей. Так появилась Скиппер, чей внешний вид, образ жизни и наряды соответствовали девочке, а не зрелой женщине, как у Барби.  
- В 1964 году Скиппер выглядела как девочка 12-13 лет, её рост составлял около 23-х сантиметров (на 6 сантиметров ниже Барби). Вначале Скиппер выпускалась с тремя разными цветами волос и голубым цветом глаз. Взгляд кукол был направлен вправо, как и у Барби в первые годы выпуска. В 1965 году у Скиппер появились подруга Скутер и друг Рики. В том же году Скиппер стали выпускать с гнущимися ногами (Bendable Leg Skipper). В 1968 была выпущена Скиппер с вращающейся талией (Twist & Turn Skipper). В 1971-72 годах у неё появились подруги Тифф и Флафф. В 1975 году у Скиппер (The Sun Set Malibu Skipper) изменилось направление взгляда (теперь она стала смотреть прямо).

- В 1975 году была выпущена кукла "Растущая Скиппер" (Growing Up Skipper). Вращая одну из рук куклы можно было увеличить её рост и размер груди, а талию сделать уже. Далее в 1979 году последовал выпуск Скиппер подростка (Super Teen Skipper), новое тело куклы приобрело девичьи очертания - появилась грудь, а благодаря новому молду головы Скиппер стала выглядеть взрослее.

## Семья и друзья Скиппер
Сестры: Барби Робертс (1959), Тутти Робертс (1966—1971), Стейси Робертс (1992), Шелли Робертс (1995), Крисси (1999)
Двоюродные сестры: Фрэнси (1966—1976), Джаззи (1989)
Брат: Тодд (1966—1968)
Бойфренды: Скотт (1980), Кевин (1990)
Друзья и подруги: Рикки (1965—1967), Скутер (1965—1967), Флафф (1971—1972), Тифф (1972—1973), Джинжер (1976), Кортни (1989), Никки (1997).